# La Lande-Saint-Siméon
La Lande-Saint-Siméon är en kommun i departementet Orne i regionen Normandie i nordvästra Frankrike. Kommunen ligger i kantonen Athis-de-l'Orne som tillhör arrondissementet Argentan. År 2022 hade La Lande-Saint-Siméon 163 invånare.

## Befolkningsutveckling
Antalet invånare i kommunen La Lande-Saint-Siméon
| Referens: INSEE |